# Clinton-Sherman Industrial Airpark
O Clinton-Sherman Industrial Airpark (IATA: CSM, ICAO: KCSM) também conhecido como Spaceport Oklahoma, é um espaçoporto recém-autorizado em Burns Flat, Oklahoma, nos Estados Unidos. A Administração Federal de Aviação dos Estados Unidos concedeu a licença do espaçoporto em junho de 2006 para o Oklahoma Space Industry Development Authority (OSIDA) para o supervisionamento da decolagem e do pouso de naves sub-orbitais e veículos de lançamento espacial reutilizáveis. Operadores individuais também devem obter uma licença separada para fazer voos espaciais no espaçoporto.

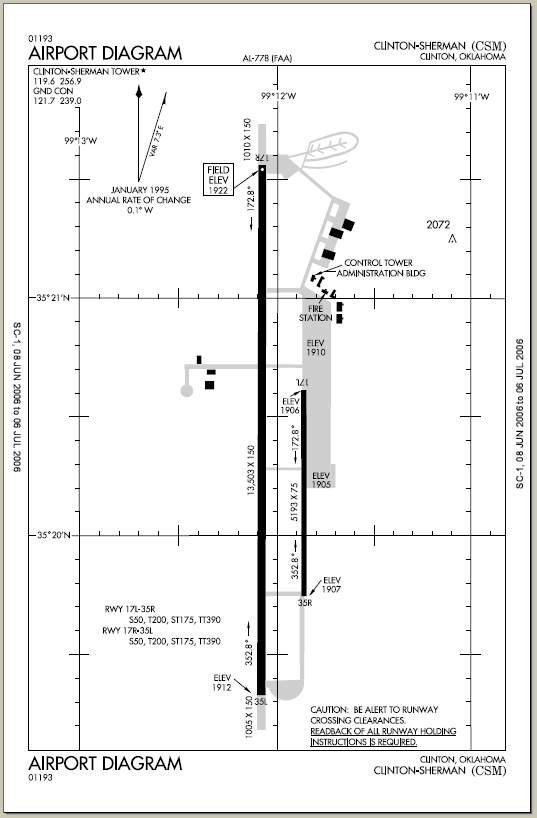
CSM - FAA airport diagram

O espaçoporto ocupa uma área de 1.690 hectares (680 ha) e possui duas pistas de concreto: 17R/35L medindo 13.503 x 150 pés (46 m) e a 17L/35R medindo 5.193 x 75 pés (1.583 x 23 m). Quanto mais destes, em 13,503 x 150 pés (4,116 x 46 m), é uma grande vantagem para o uso como uma base espacial.
Para o período de 12 meses, encerrado 02 de maio de 2006, o espaçoporto teve 49.500 operações de aeronaves, uma média de 135 por dia: militares sendo 98% e 2% sendo da aviação geral.
A localização é 2.700 acres (10,8 km ²), localizado perto de rodovias como a Interstate 35 e a Interstate 40. Há 96 acres (384 mil m²) de espaço de estacionamento com capacidade para suportar aeronaves de grande porte comercial. Há seis hangares de aviões comerciais e um com 50.000 pés quadrados de instalações de fabricação (4.500 m²), com cais de carga adjacentes a uma ferrovia.